# Žlebe
Žlebe – wieś w Słowenii, w gminie Medvode. W 2018 roku liczyła 562 mieszkańców.